# Arenivaga bolliana
Arenivaga bolliana (лат.) — вид песчаных тараканов-черепашек рода Arenivaga из семейства Corydiidae (или Polyphagidae). Обнаружены в Северной Америке: США (штат Техас и другие), Мексика.

## Описание
Среднего размера тараканы овально-вытянутой формы: длина тела от 2 до 3 см; ширина тела (GW) от 9,6 до 15,3 мм; ширина пронотума (PW) от 7 до 10 мм; длина пронотума (PL) около 5 мм. Соотношение длины тела к его наибольшей ширине у голотипа (TL/GW) = 1,89. Основная окраска оранжево-коричневая (песчаная). Имеют по 2 коготка на лапках. Ноги средней и задней пары покрыты шипиками
.
Особенности биологии неизвестны. Предположительно, как и другие виды своего рода обитают в песчаной почве и питаются микоризными грибами, листовым детритом пустынных кустарников и семенами, собранными млекопитающими. В надземных условиях живут только крылатые самцы (отличаются ярко выраженным половым диморфизмом: самки рода Arenivaga бескрылые, внешне напоминают мокриц)
Вид был впервые описан в 1893 году швейцарским энтомологом Анри де Соссюром (1829—1905).
В США Arenivaga bolliana были взяты как из гнёзд муравьёв Atta texana, так и из нор мелких позвоночных.